# بير ودعة (بني حشيش)

تعديل مصدري - تعديل

بير ودعة هي إحدى قرى عزلة عيال مالك بمديرية بني حشيش التابعة لمحافظة صنعاء، بلغ تعداد سكانها 203 نسمة حسب تعداد اليمن لعام 2004.